# Мавзолей Омара Хаяма
Мавзоле́й Ома́ра Хая́ма (перс. آرامگاه عمر خیام; араб. ضريح عمر الخيام) — мавзолей з білого мармуру, зведений над надгробком Омара Хаяма, розташований на південному сході від міста Нішапур, у провінції Хорасан-Резаві, Іран. Мавзолей є символом сучасної перської архітектури. Замовлений Резою Шахом Пахлаві, спроєктований Хушангом Сейхуном та завершений у 1963 році, в епоху Пахлаві, був 9 грудня 1975 року доданий до Національного списку спадщини Ірану, яким керує Організація культурної спадщини, ремесел та туризму Ірану.
Мавзолей став одним із головних символів міста та витвором сучасної іранської архітектури, що зображений на гербі Нейшабурського університету, Нейшабурського університету медичних наук (NUMS) та інших громадських і приватних організацій міста.

## Історія

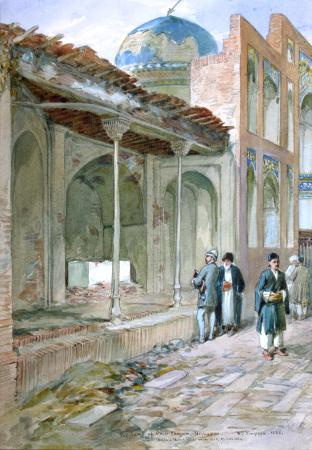
Гробниця Омара Хаяма, зображена Вільямом Сімпсоном у 1886 році. До будівництва пам'ятника її можна було побачити поруч із мечеттю, до якої вона прилягає.

Омар Хаям помер 4 грудня 1131 року н. е. Найдавніша згадка про місце останнього спочинку Омара належить його учню Нізамі Арузі, який відвідав його гробницю в 1135—1136 роках. У Балхe, в 1112—1113 роках, Нізамі чув пророцтво Хаяма про місце його поховання про те, що його могила «буде там, де квіти навесні розкидатимуть свої пелюстки на його пил». Він описує відвідування могили вчителя на тодішньому цвинтарі Хайра::661
«… [його пророцтво] здавалося мені неможливим, хоча я знав, що такий, як він, не говоритиме пустих слів. Коли я прибув до Нішапуру в 530 році хиджри, минуло тоді чотири роки, як ця велика людина заховала своє обличчя в пилу, і це пекло залишилося без нього. Оскільки він був моїм вчителем, напередодні п'ятниці я разом з товаришем пішов відвідати його могилу на цвинтарі Хайра. Я повернув ліворуч і побачив могилу, розташовану біля підніжжя садової стіни, над якою грушеві та персикові дерева схилили свої голови, а на його могилу впало стільки квіткового листя, що його пилюка була прихована під квітами. Це нагадало мені розмову, яку я чув від нього в місті Балх, я заплакав, бо у всіх чотирьох куточках світу я не бачив нікого подібного до нього».
Сама гробниця пережила різні лиха, зокрема кілька сильних землетрусів:68, набіги деяких тюркських племен та монгольське вторгнення. У наступні століття могила Омара розташовувалася у відкритому крилі святилища ісламського святого на ім'я Імамзаде Мухаммад Махрук (помер у VIII ст.), брата Алі ібн Муси аль-Ріда. За словами Персі Сайкса, який двічі відвідав гробницю поета, навколо похоронного вівтаря святого був офіційний перський сад з брукованими доріжками. Святилище мало бірюзовий купол і, ймовірно, зведено у XVII ст. або, можливо, раніше шахом Аббасом І Великим:283. Деякі паломники до могили Омара, зокрема іранолог А. В. Вільямс Джексон, який відвідав її в 1911 році, описували його гробницю як просту цегляну та цементну конструкцію без напису.

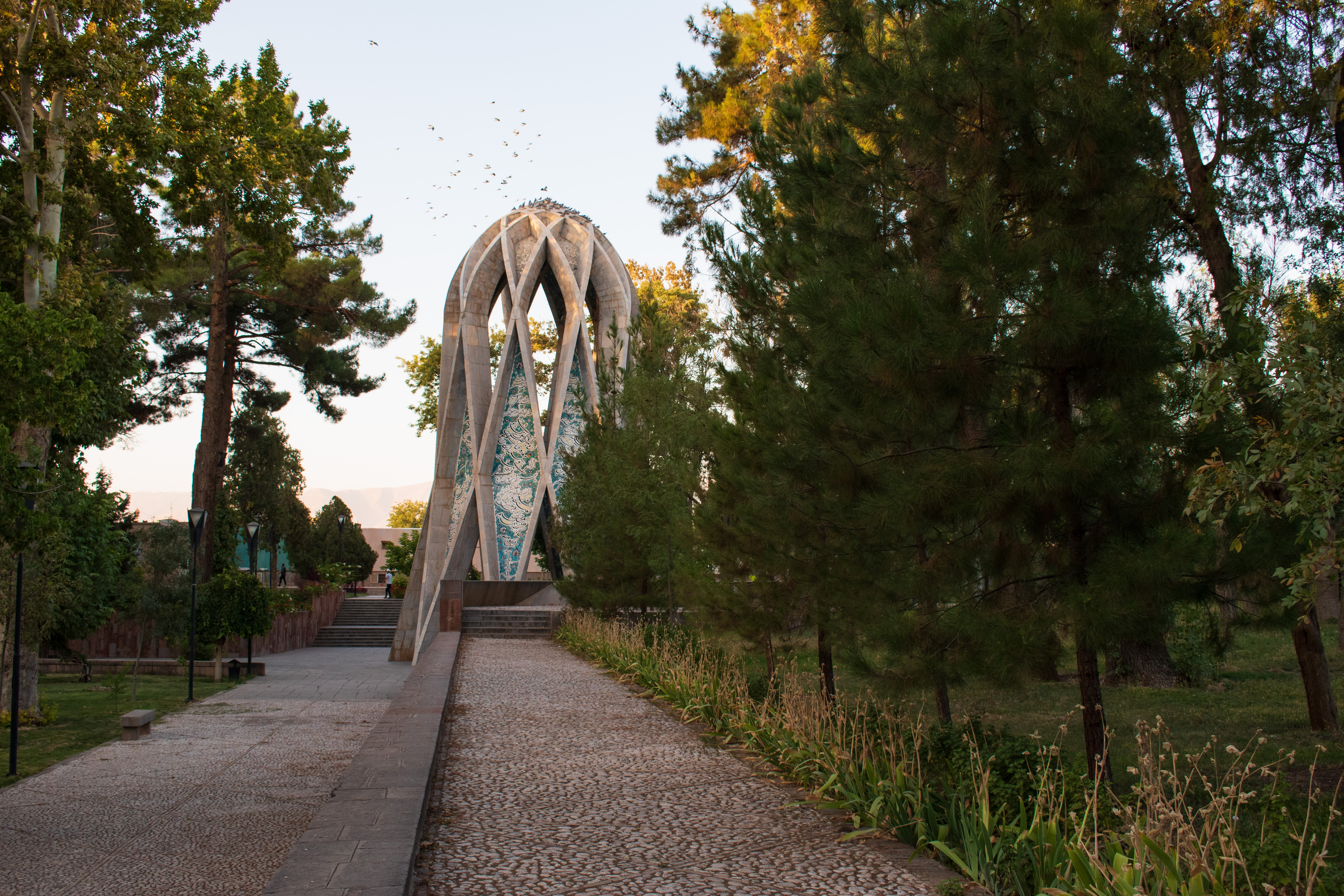
Мавзолей Омара Хаяма у 2020 році

### Реконструкція
Реконструкцію мавзолею замовив іранський уряд за Рези Шаха Пахлаві в 1934 році, під час тисячоліття Фірдоусі. Гробницю Омара відокремили від святилища, а над нею встановили пам'ятник з білого мармуру, спроєктований Хушангом Сейхуном. Будівництво завершили в 1963 році. Сейхун поєднав таланти Хаяма як поета, математика та астронома у своєму проєкті. Нізамі Арузі згадував про бажання Хаяма мати могилу, прикрашену квітами щовесни, і Сейхун виконав це бажання, створивши доріжку від саду до гробниці Хаяма, на яку щовесни падають квіти. Він також віддав шану роботі Хайяма у царині геометрії, прикрасивши гробницю зіркоподібним елементом, що відкривається в небо над Нішапуром і символізує небесний простір. Щоб ще більше вшанувати пам'ять Хаяма, Сейхун прикрасив споруду плиткою з віршами Хаяма, написаними прекрасною каліграфією, зокрема абстрактною картиною Мортези Абдолрасула Насталік. Цей проєкт мав на меті модернізувати іранську архітектуру, зберігаючи при цьому її спадщину, що відзначає особливий іранський модернізм.

## Галерея

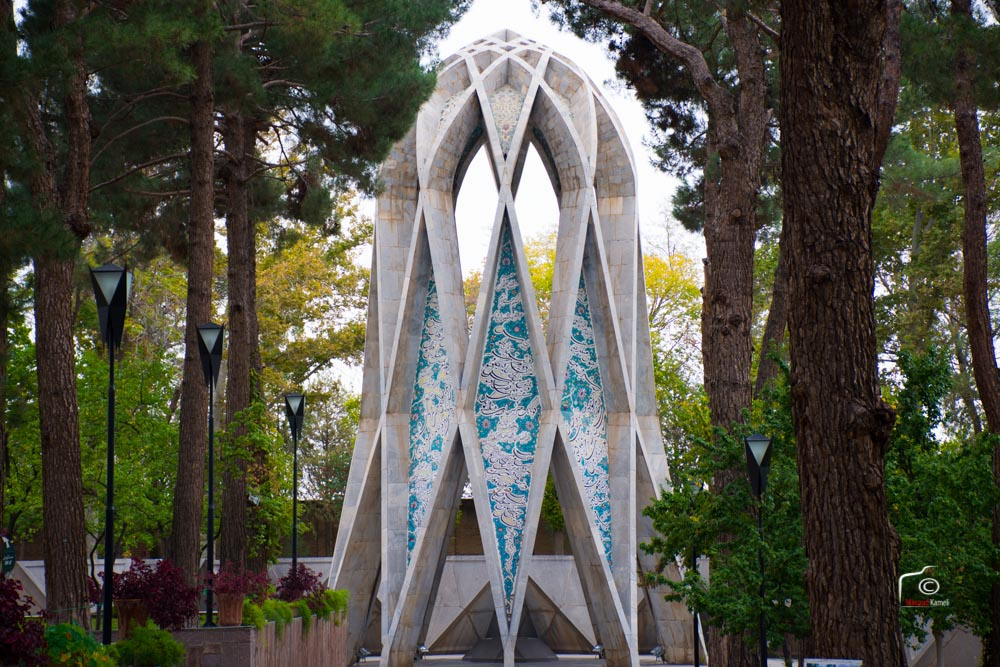
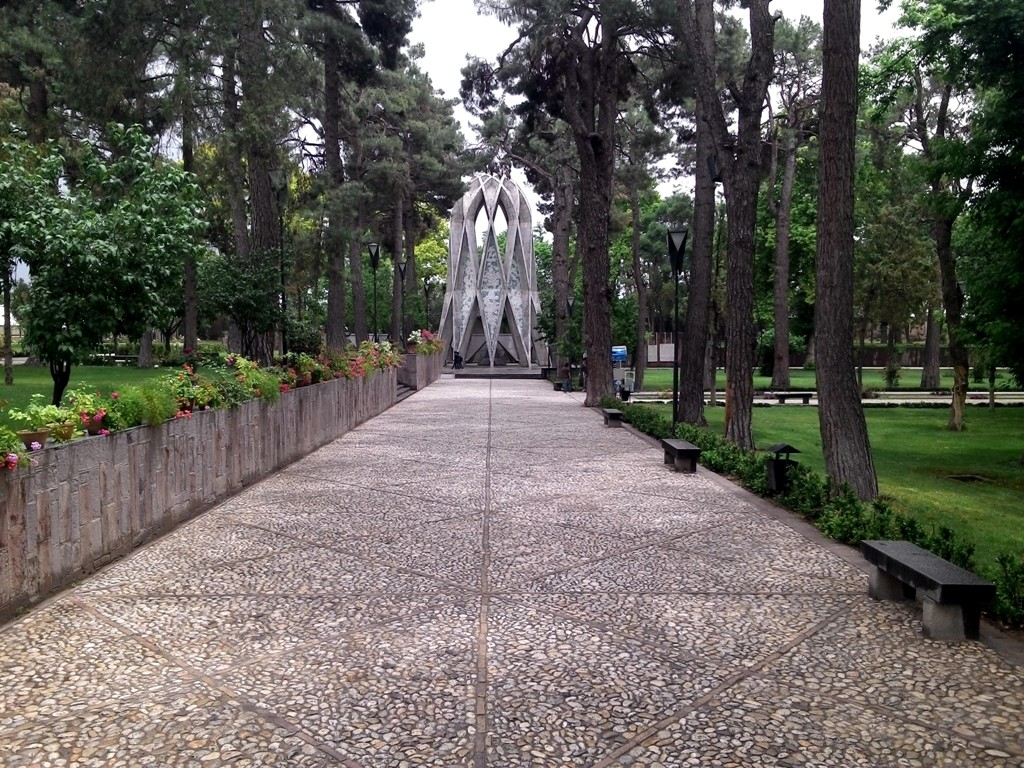
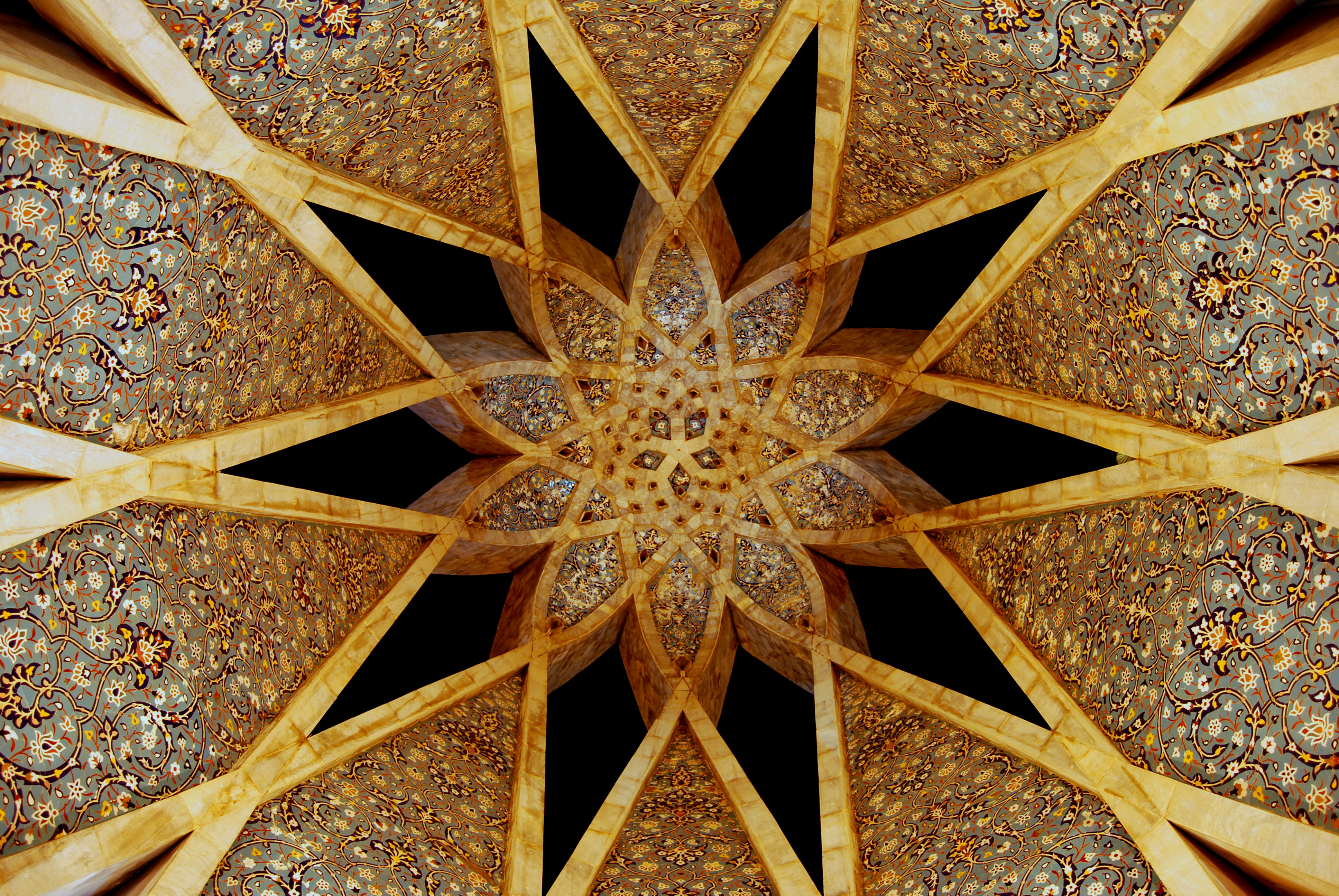
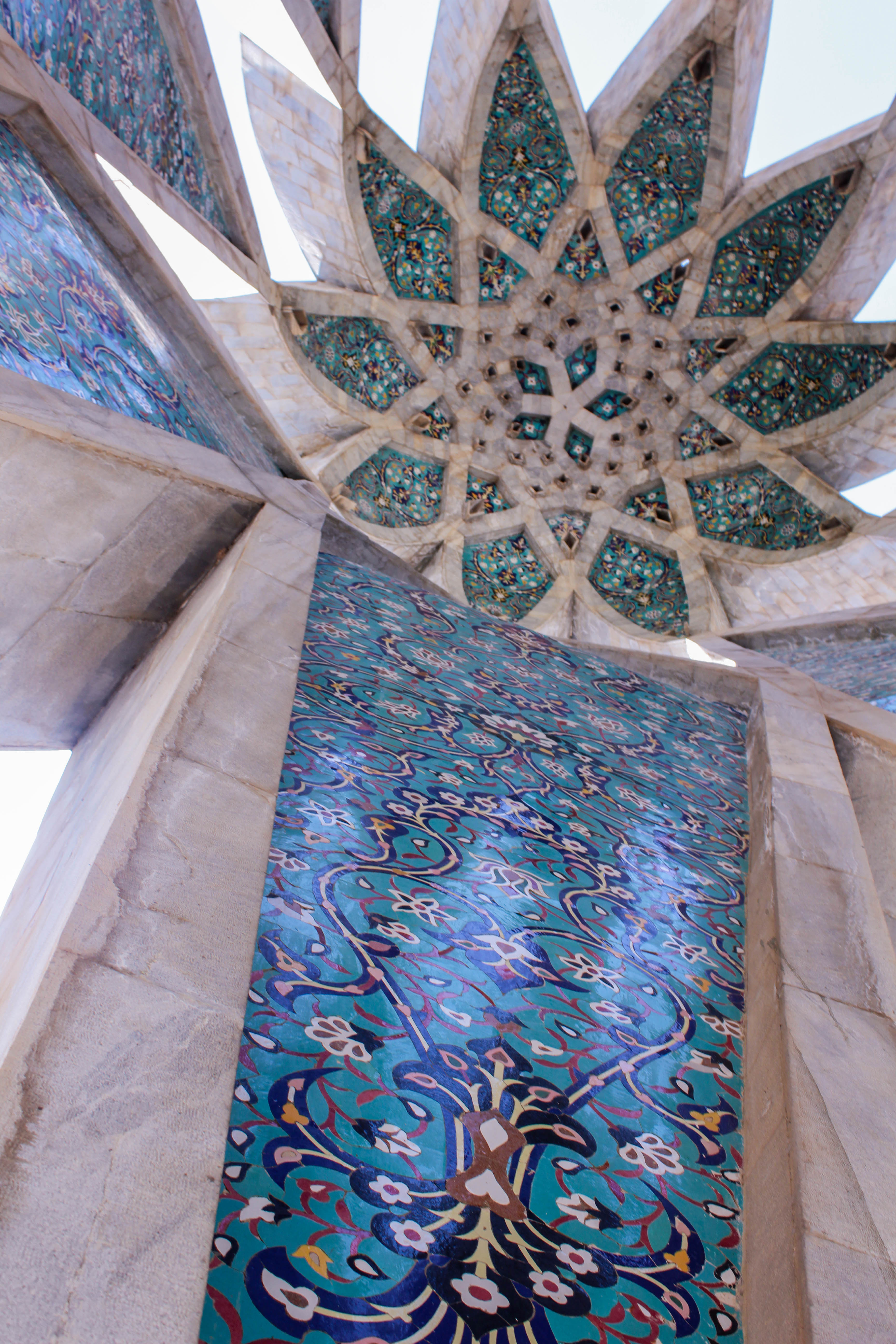
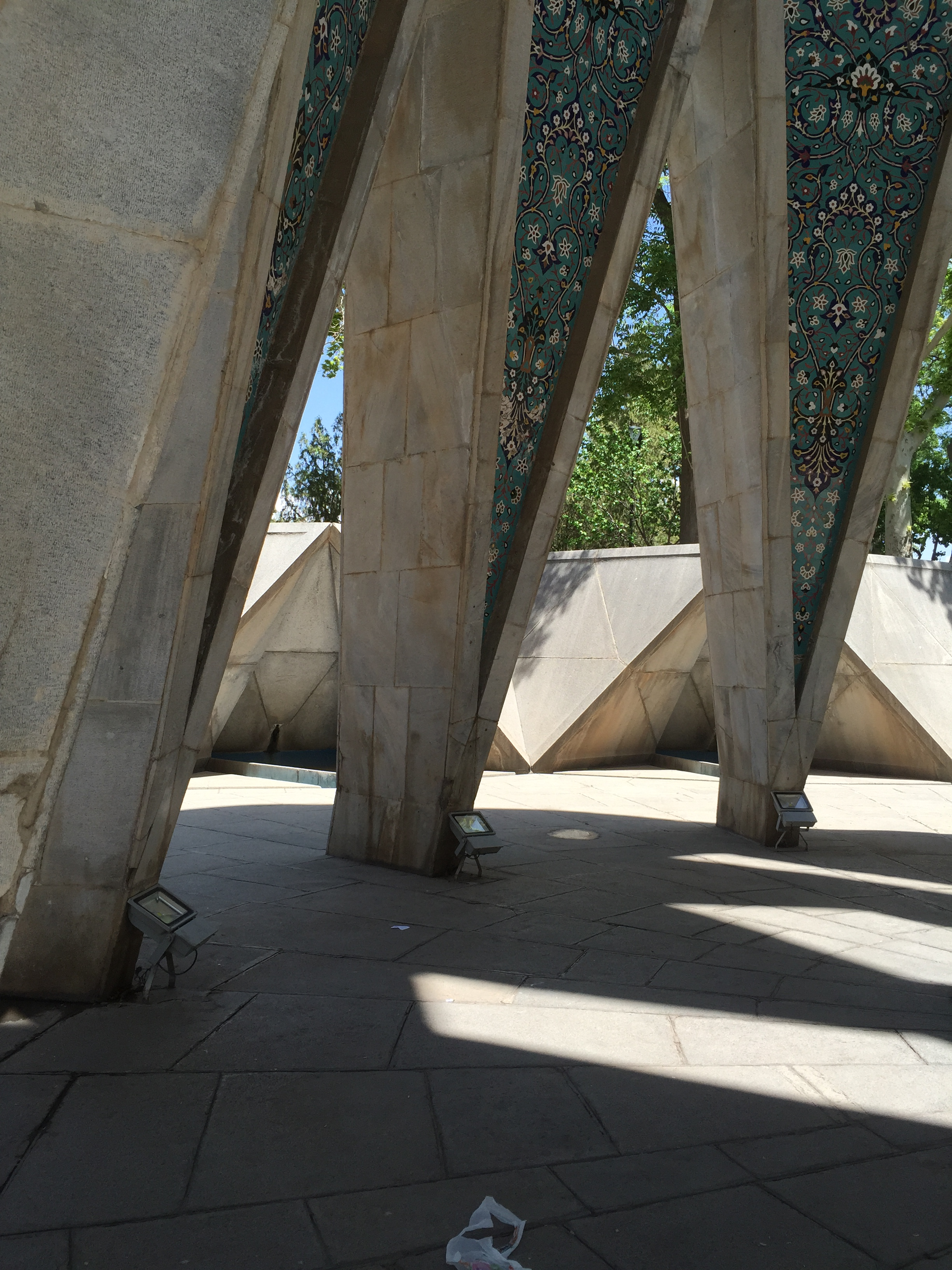
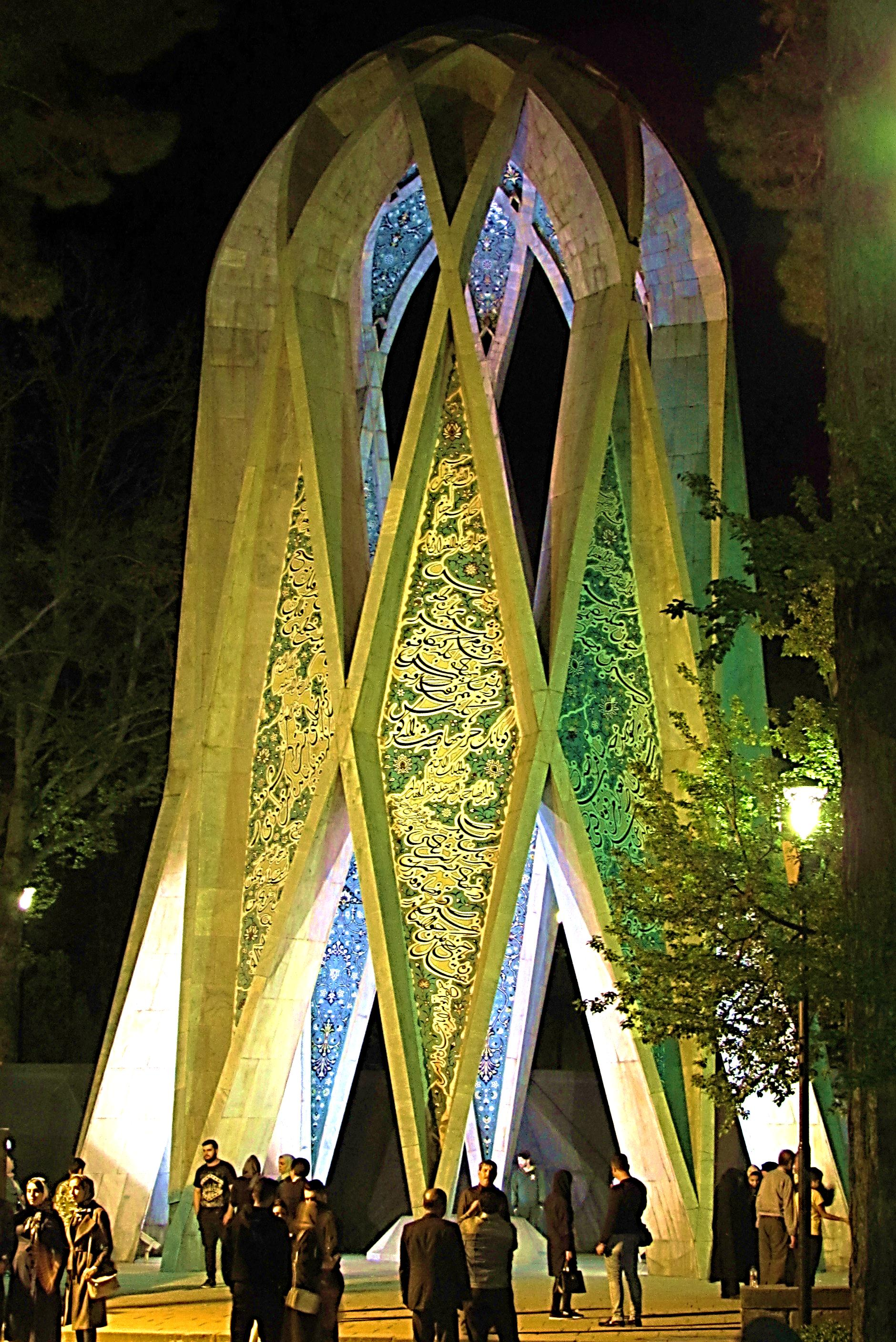
Деякі вірші Хаяма написані на його мавзолеї таліком.
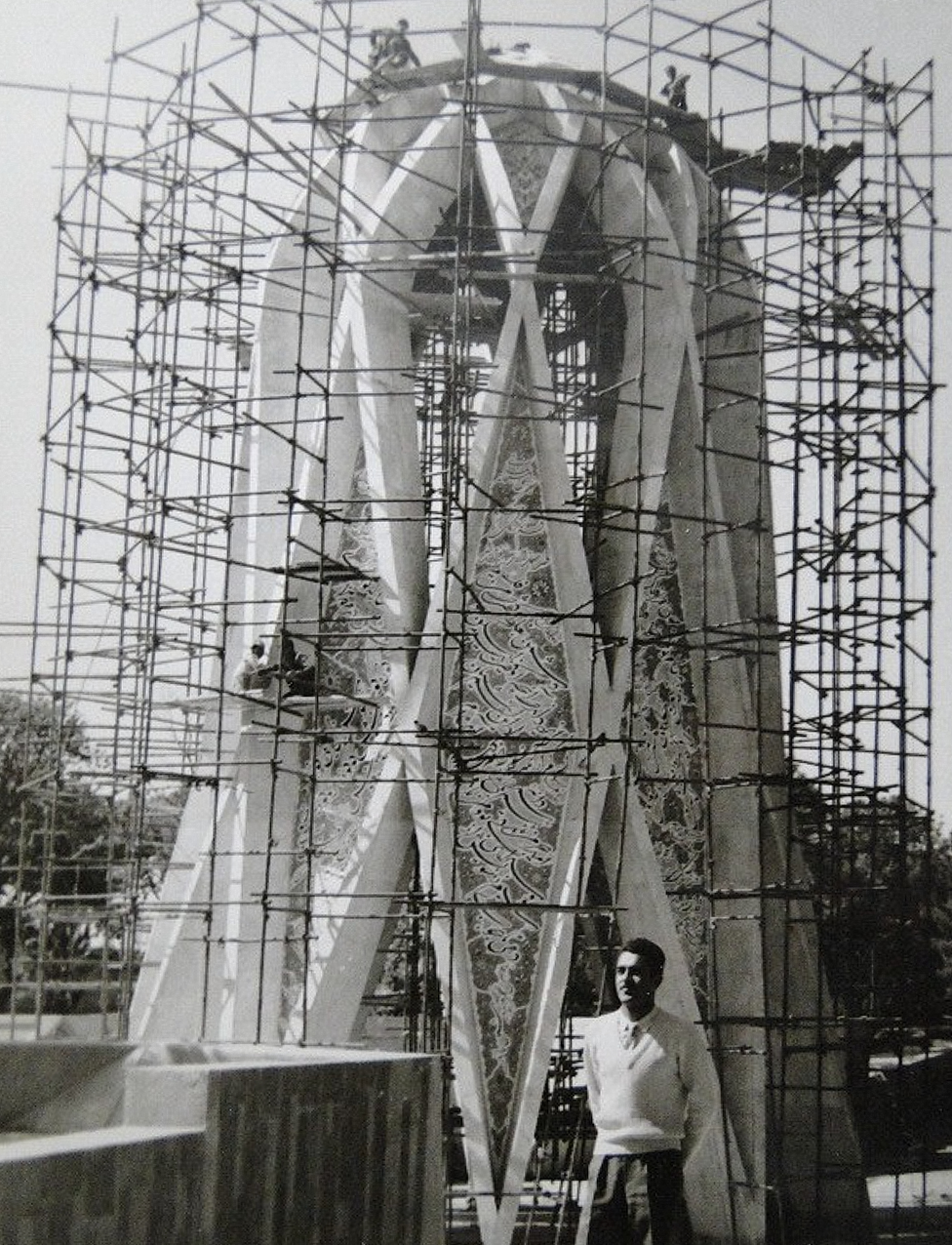
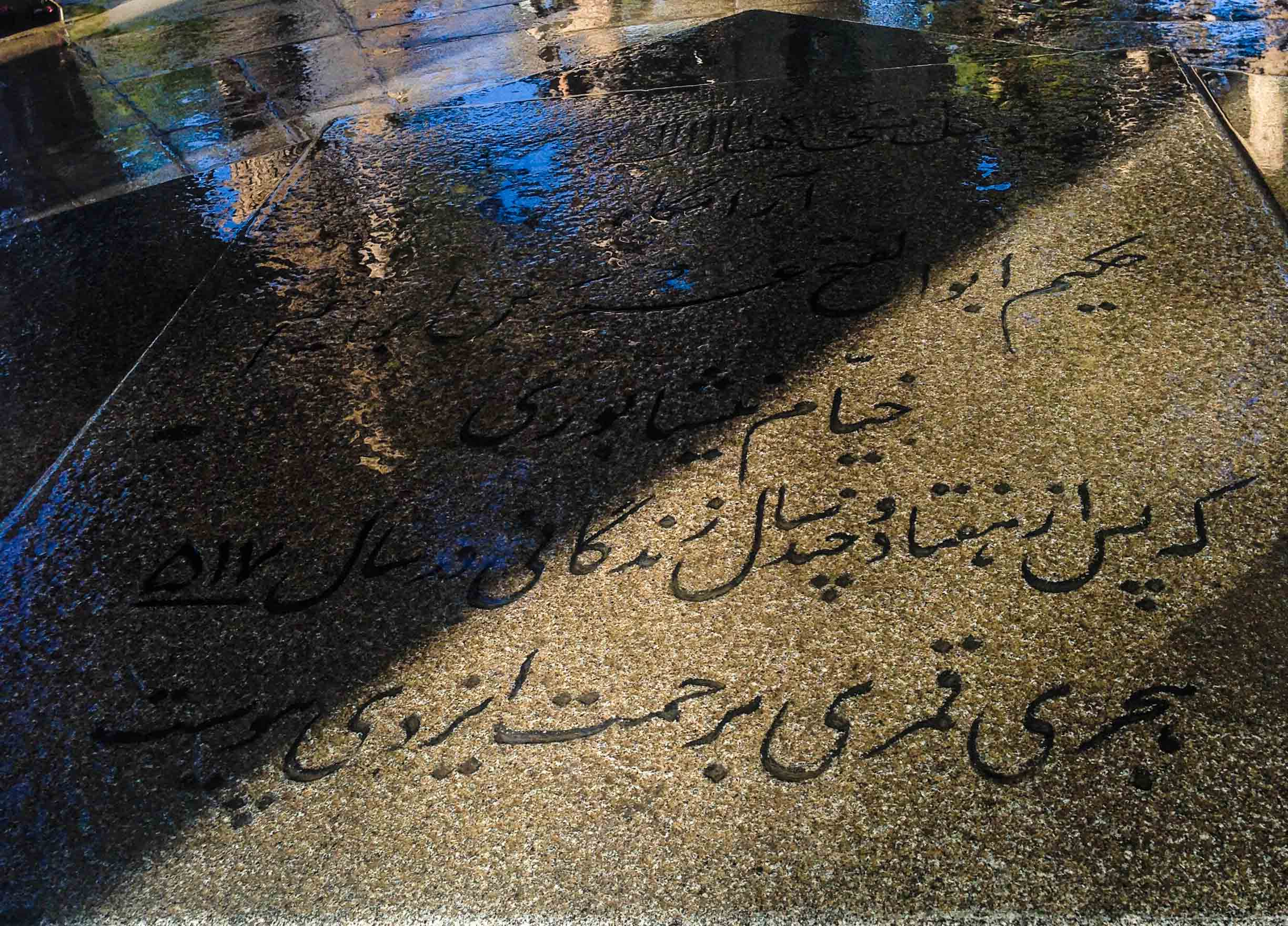
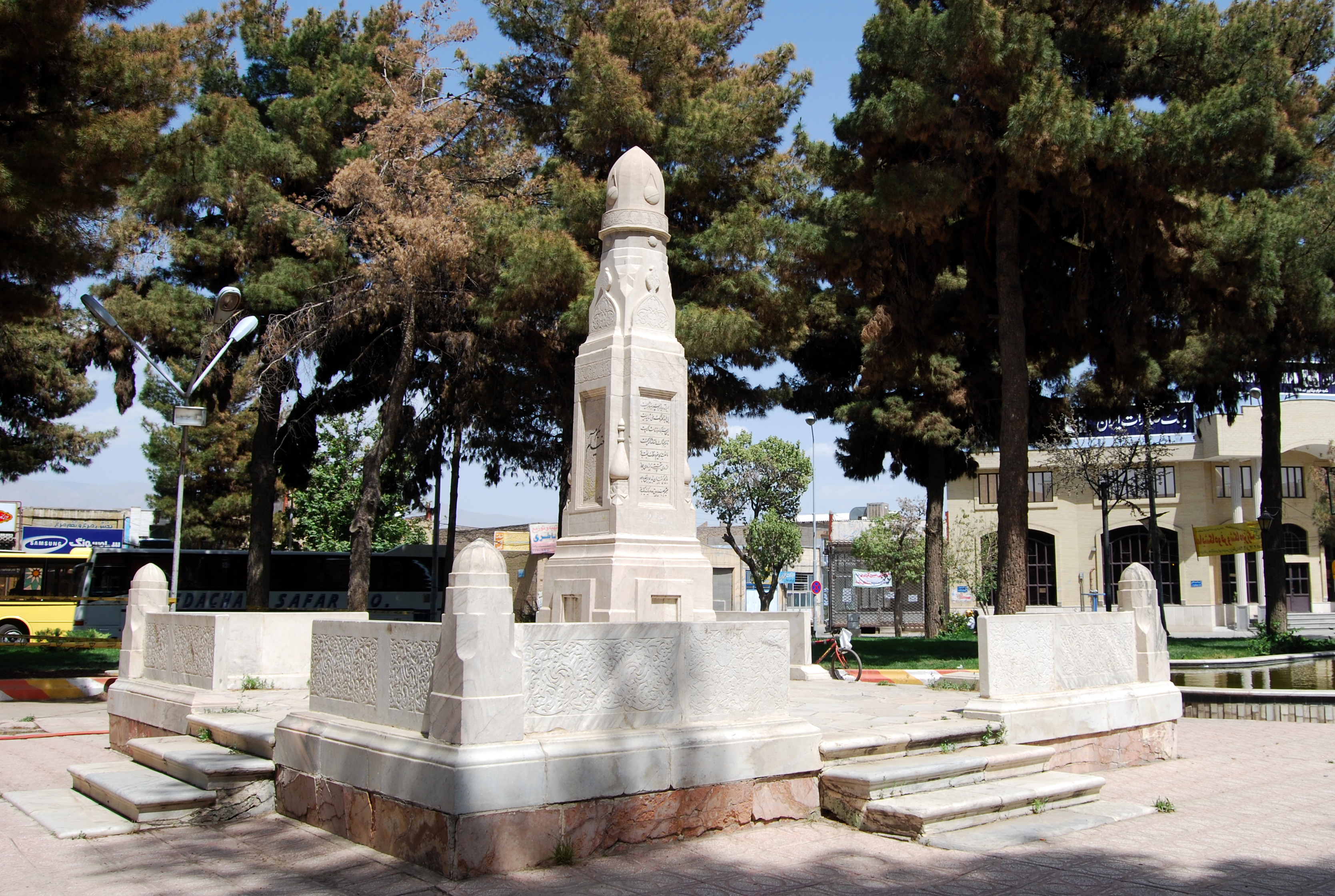
Колишня гробниця Хаяма, розташована на площі Хаяма
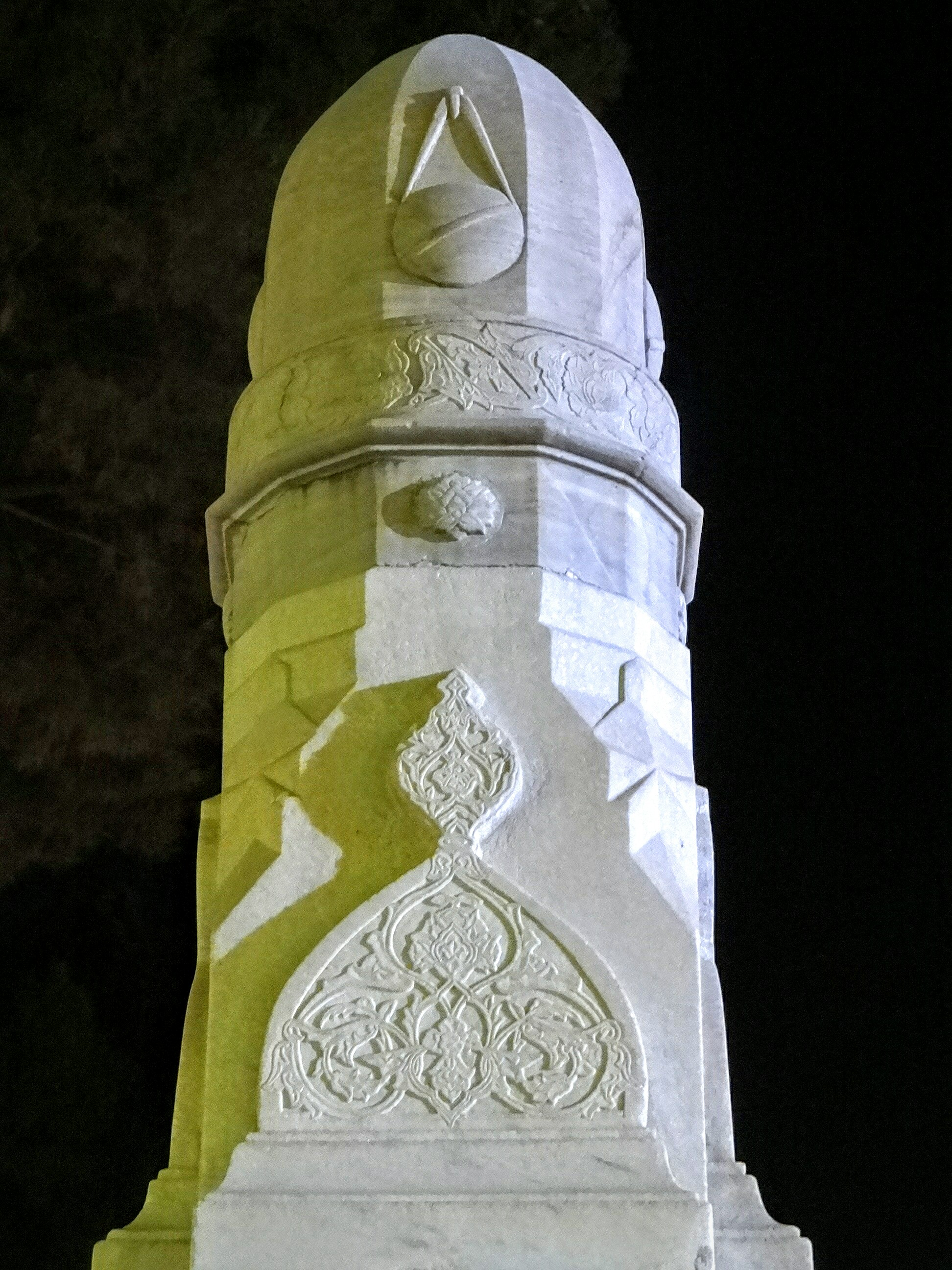
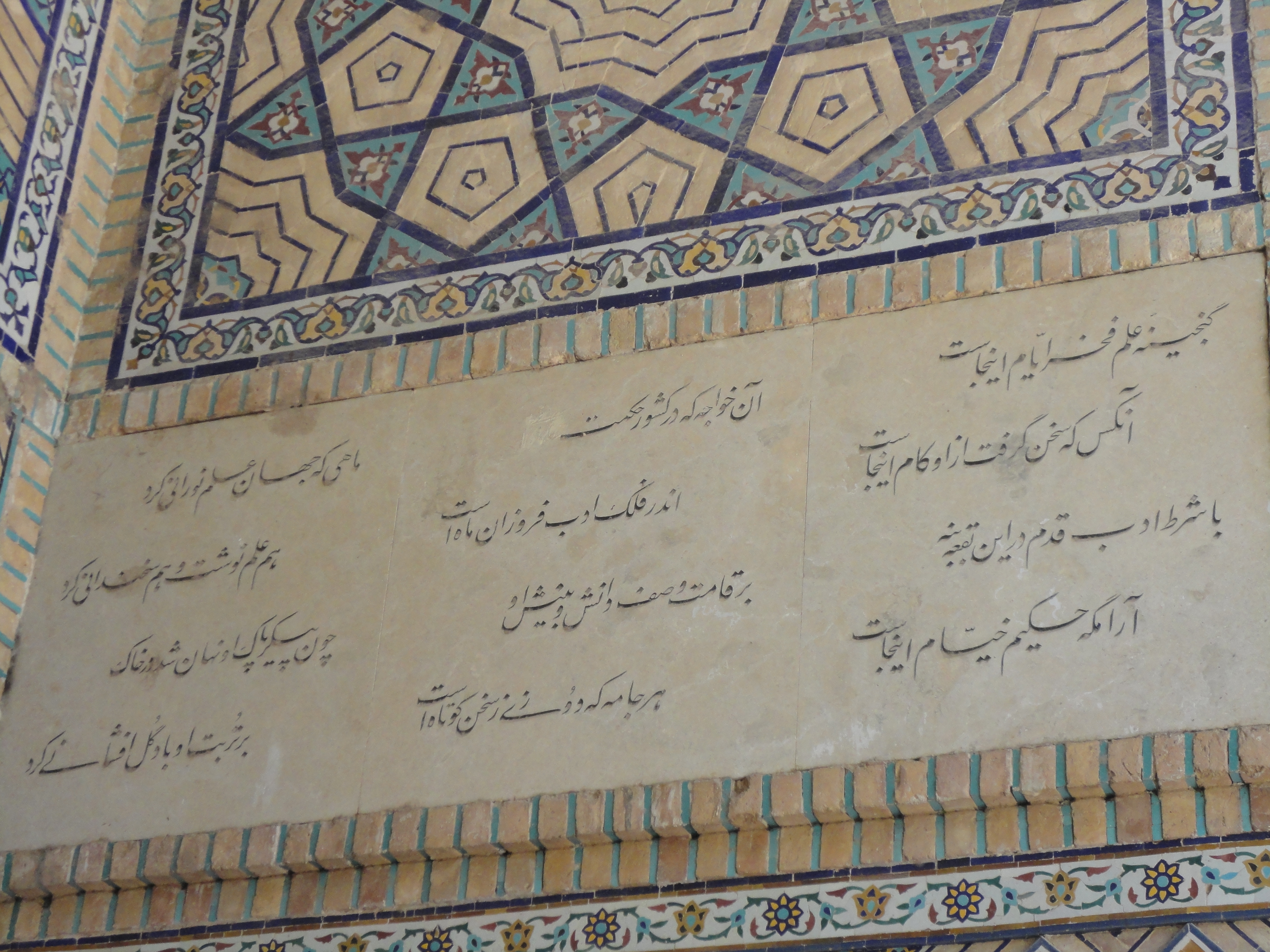
Вірш про гробницю перською мовою, написаний шрифтом насталік
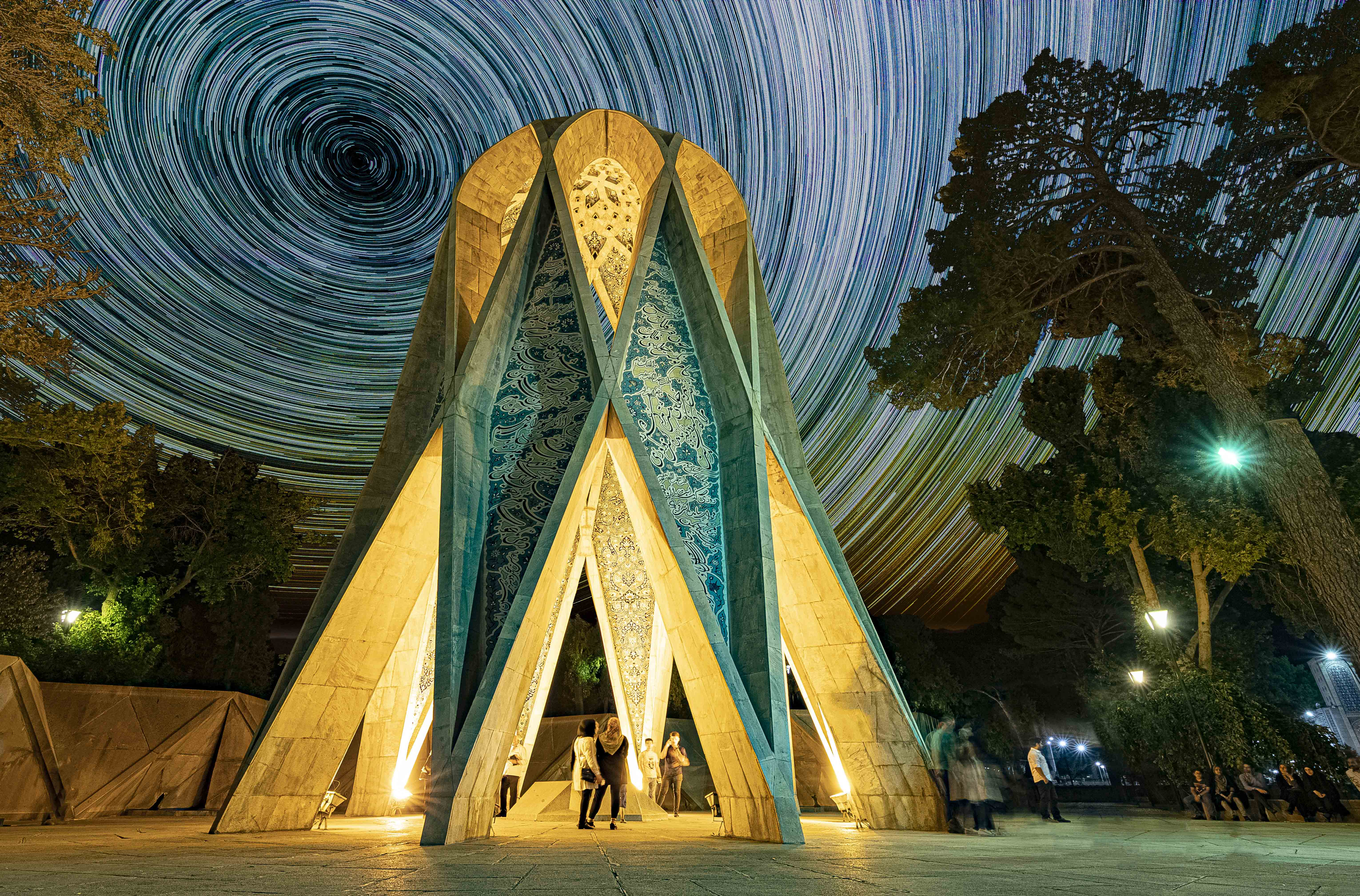
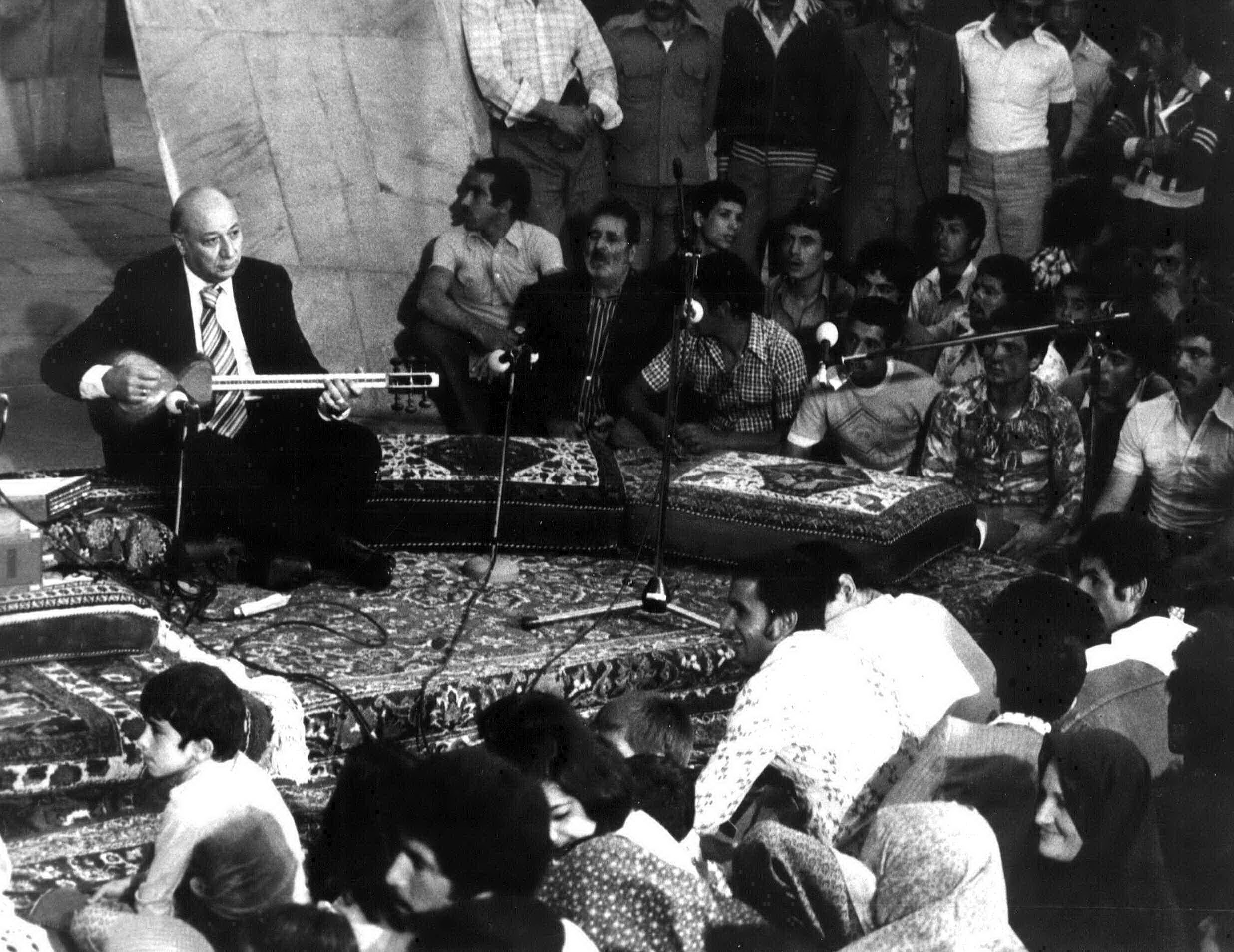
Джаліл Шахназ в мавзолеї, 1975 рік
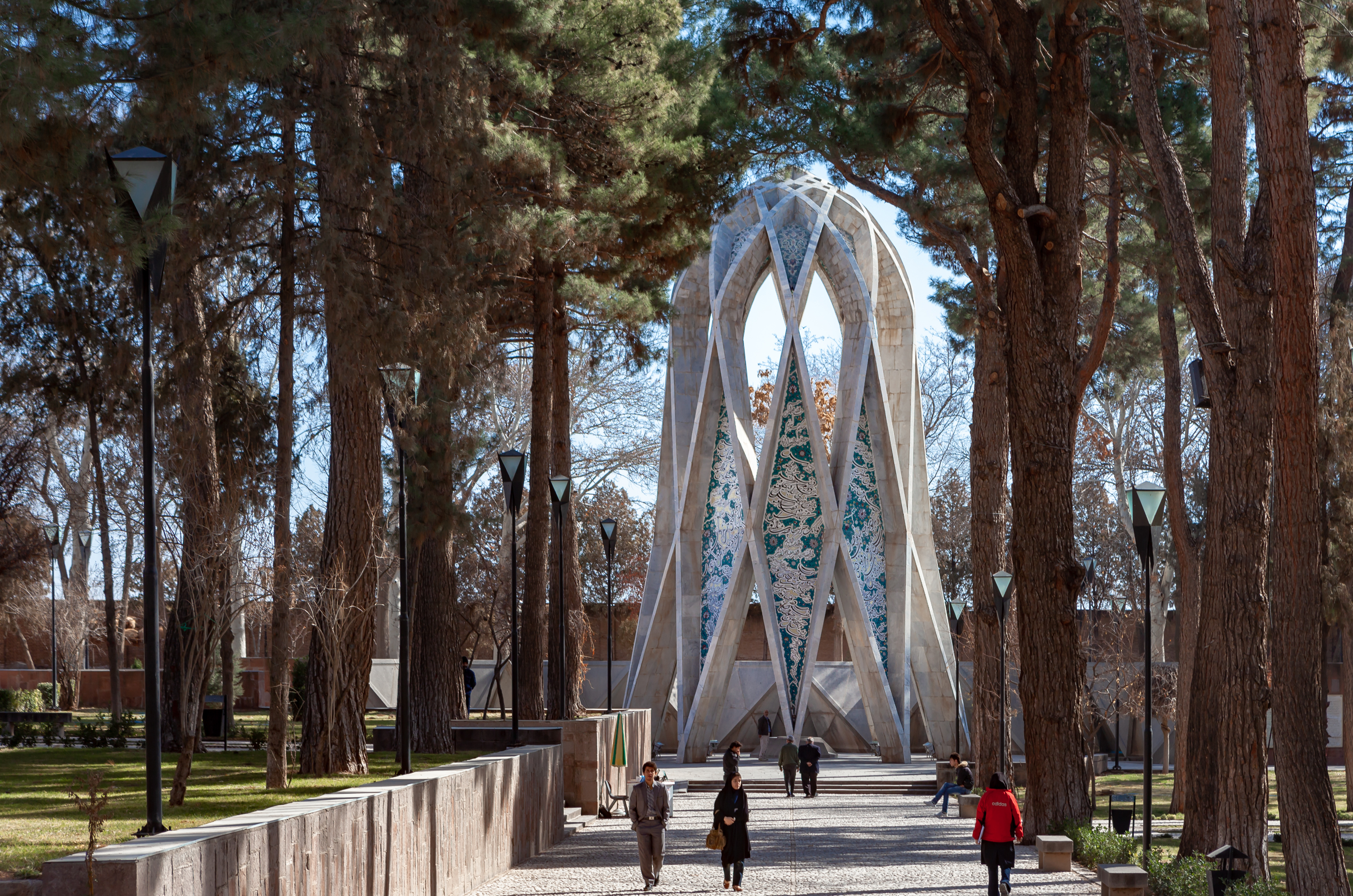
Січень 2011 року